# NGT48
NGT48 (tiếng Nhật: エヌジーティー フォーティーエイト, đã Latinh hoá: Enujītī fōtīeito, tiếng Anh: N.G.T. Forty-eight) là nhóm nhạc nữ thần tượng Nhật Bản được thành lập bởi Akimoto Yasushi, đây là nhóm nhạc chị em thứ 4 của AKB48 tại Nhật Bản ra mắt năm 2015. Nhóm được đặt theo tên thành phố Niigata, tỉnh Niigata và có nhà hát NGT48 Theater nằm ở tầng 4 trung tâm mua sắm LoveLa2 ở thành phố Niigata

## Lịch sử

### 2015–2018: Ra mắt & những bước tiến đầu tiên
Vào ngày 25/1/2015, tại ngày cuối cùng concert AKB48 Request Hour Setlist Best 1035, AKS công bố thành lập NGT48. Vào ngày 26/3, tại concert AKB48 Spring Concert 〜Jikiso Imada Shugyouchu!〜(AKB48春の単独コンサート～ジキソー未だ修行中！～), AKB48 thông báo Kitahara Rie sẽ chuyển sang NGT48 làm đội trưởng và Kashiwagi Yuki kết thúc kiêm nhiệm với NMB48 và làm thành viên kiêm nhiệm cho nhóm Vào ngày 21/8, nhóm ra mắt thể thệ đầu tiên. Vào tháng 10, công ty Kuriyama Beika có trụ sở tại Niigata (栗 山 米菓) bổ nhiệm NGT48 làm đại sứ thương hiệu cho sản phẩm bánh gạo bakauke. Nhóm trình diễn tại Asia Song Festival 2015 tại Busan, Hàn Quốc vào ngày 11/10.
Vào tháng 12, NGT48 hợp tác với McDonald's để ra mắt suất gà viên chiên Chicken McNuggets bán tại Nhật Bản. Mỗi suất có ảnh của NGT48 và đi kèm với thẻ sưu tập ảnh của thành viên ngẫu nhiên trong nhóm. Nhóm mở nhà hát NGT48 Theater nằm ở tầng 4 trung tâm mua sắm LoveLa2 vào ngày 10/1/2016, nhóm trình diễn stage đầu tiên "PARTY ga Hajimaru yo" đồng thời thông báo thành lập Team NIII.
Các thành viên nhóm tham gia bộ phim Higurashi When They Cry phát sóng ngày 20/5/2016 trên kênh BS SKY PerfecTV! , nhóm cũng thu âm bài nhạc phim "Kimi wa Doko ni Iru?", bài sau đó nằm trong bản Theater Edition thuộc single thứ 44 "Tsubasa wa Iranai" của AKB48 ra mắt ngày 1/6.
Nhóm ra mắt single đầu tay "Seishun Dokei" dưới hãng đĩa Ariola Japan thuộc Universal Music ngày 12/4/2017, cùng single thứ 2  Sekai wa Doko Made Aozora na no ka? vào ngày 6/12. 2 thành viên Yamada Noe & Hasegawa Rena đại diện nhóm tham gia chương trình thực tế sống còn Produce 48, Hasegawa bị loại ở vòng loại 1 khi xếp hạng 71, còn Yamada bị loại ở vòng loại 2 khi xếp hạng 41. Nhóm ra mắt 2 single trong năm 2018 là  Haru wa Doko kara kuru no ka? (11/4) và Sekai no Hito e (3/10)

### 2018–nay: Nỗ lực tái thiết
Sau vụ việc đội phó Yamaguchi Maho bị tấn công tại nhà riêng, trong cuộc họp báo vào ngày 29/3/2019, chính quyền thành phố Niigata thông báo họ sẽ cắt đứt quan hệ với NGT48 từ tháng 4, bao gồm kết thúc chương trình phát thanh "Port de NGT." của nhóm. Ngày 11/4, sau khi xin lỗi chính quyền Niigata vì xử lý sai các cáo buộc Yamaguchi bị hành hung, AKS tuyên bố sẽ tiến hành giải thể toàn bộ cấu trúc thành viên của nhóm hiện tại, như là một phần trong kế hoạch để "khởi động lại" nhóm sau scandal. Cả 2 team NIII và G đều tổ chức các buổi biểu diễn cá nhân cuối cùng tại NGT48 Theater vào ngày 21/4, sau đó NGT48 sẽ tiến hành hoạt động "tái thiết" lại với đội hình tạo thành từ các thành viên hoạt động tích cực, cùng nhau tạo thành "Thế hệ đầu tiên" cùng với các thực tập sinh được đào tạo từ lâu với khao khát được trở thành thành viên chính thức. Vào ngày 17/4, Kashiwagi Yuki thông báo sẽ rút khỏi NGT48, buổi biểu diễn cuối cùng của cô cùng team NIII tổ chức ngày ngày 21/4, Vào ngày 21/4, Yamaguchi Maho, Hasegawa Rena và Sugahara Riko thông báo sẽ tốt nghiệp NGT48 vào ngày 18/5.
Vào ngày 21/5, Kato Minami bị giáng cấp làm thực tập sinh sau khi đăng story trên Instagram về lễ tốt nghiệp của Yamaguchi với chú thích "Mặc dù tôi đang làm móng tay, tôi vẫn muốn kêu ai đó chuyển kênh đi."Ngay sau đó công ty đã buộc tất cả các thành viên NGT48 ngừng hoạt động trên các trang mạng xã hội, các thành viên đã đăng bài đăng cuối cùng lên Twitter. Vào ngày 18/7, Murakumo Fuka thông báo tốt nghiệp và có buổi biểu diễn tốt nghiệp vào cuối tháng 8
Sau 7 tháng ngừng hoạt động, nhóm có buổi biểu diễn đầu tiên tại Tokyo Idol Festival 2019 vào ngày 3/8, với kế hoạch hoạt động trở lại vào mùa thu. Vào ngày 26/8, Sato Anju thông báo sẽ tốt nghiệp vào ngày 25/9. Vào ngày 18/2/2020, Moeka Takakura thông báo sẽ tốt nghiệp nhóm vào ngày 22/3, nhà hát tạm dừng hoạt động từ ngày 26/2 do ảnh hưởng từ đại dịch COVID-19 tại Nhật Bản, đến ngày 1/4 công ty quản lý Flora tiếp quản nhóm, nhóm ra mắt single thứ 5 Sherbet Pink vào ngày 22/7, đến ngày 11/10 nhóm mở lại nhà hát
Vào ngày 23/6/2021, nhóm ra mắt single thứ 6 Awesome, đến ngày 5/7 nhóm mở chương trình radio NGT48のえっさこいさRADIO, nhóm thông báo Ogino Yuka sẽ tổ chức buổi biểu diễn tốt nghiệp vào ngày 30/10 tại trung tâm hội nghị Toki Messe. Vào ngày 31/10, nhóm thông báo sẽ ra mắt single thứ 7 Ponkotsu na Kimi ga Suki da vào ngày 22/12, cùng ngày Yamada Noe tuyên bố tốt nghiệp & giải nghệ vào tháng 2/2022. Nhóm thông báo tuyển sinh thế hệ thứ 3 vào ngày 11/1/2022

## Tranh cãi
Nhóm nhận nhiều chỉ trích sau vụ việc Yamaguchi Maho bị 2 người đàn ông tấn công và theo đuôi đến tận nhà riêng vào 8/12/2018, tuy nhiên phải đứng ra xin lỗi trước công chúng sau đó. Cô đã công khai sự việc trên showroom và Twitter cá nhân vào ngày 8/1/2019. Cụ thể, cô kể mình đã bị tấn công bởi 2 người đàn ông lạ mặt, mà cô tin rằng một thành viên khác trong nhóm đã bí mật liên lạc và cho họ địa chỉ của cô, và cho dù cô đã thông báo với công ty chủ quản, những người quản lý vẫn im lặng và che đậy nó trong suốt một tháng trời. Khi cô cố gắng thoát ra thì bị một người đàn ông khác từ căn hộ đối diện (là nhà của một thành viên khác của NGT48) giữ lại. Lúc đó, cô đã nghĩ mình sẽ chết. Cô chỉ trốn ra được nhờ tiếng chuông mở thang máy làm hai kẻ này phân tâm.
Ngay lập tức, Maho đã báo cảnh sát. Hai kẻ tấn công bị bắt, nhưng được thả sau đó khi bao biện rằng mình chỉ muốn "trò chuyện" chứ không định tấn công Yamaguchi Maho, sau đó quản lý của NGT48 không muốn công bố sự việc và bắt Maho phải giữ im lặng. Đáng chú ý, Maho còn nói "bóng gió" rằng có các thành viên cùng nhóm liên quan đến sự việc này. Maho cho biết một người đã bán thông tin cá nhân của cô cho những kẻ tấn công. Trước đó, Maho phát hiện ra chuyện xấu của thành viên này nên bị người này "dằn mặt".
Một vài ngày sau khi sự việc được phanh phui, NGT48 đã tổ chức một buổi biểu diễn đặc biệt để kỷ niệm 3 năm ra mắt nhà hát vào ngày 11/1/2019. Yamaguchi cũng tham gia buổi biểu diễn. Sau khi hát, cô đã xin lỗi vì gây ra nhiều phiền phức, rằng cô đã trao đổi với Giám đốc quản lý và sẽ tiếp tục hoạt động với tư cách một thành viên của NGT48. Cô cũng thể hiện mong muốn công chúng tiếp tục ủng hộ cho NGT48.
Ngay sau khi Yamaguchi xin lỗi, cũng trong đêm đó, Giám đốc quản lý thay mặt công ty cũng có phát ngôn trên trang web chính thức. Họ một lần nữa khẳng định kết luận của cảnh sát và nhấn mạnh rằng không có thành viên nào có liên quan tới vụ việc. Tuy nhiên, họ cũng thừa nhận rằng có một thành viên trong nhóm đã vô tình để lộ cho người lạ biết về thời gian mà Yamaguchi về nhà. Để phòng tránh tai nạn tương tự có thể xảy ra, họ sẽ cấp cho tất cả các thành viên thiết bị báo động chống trộm và tiến hành bảo vệ quanh nhà của các thành viên. Dĩ nhiên, họ cũng sẽ quan tâm hơn đến các chấn động tâm lý của Yamaguchi Maho. Mặc dù Giám đốc quản lý đã xin lỗi chính thức trước công chúng, nhưng dường như mọi người vẫn rất tức giận, vì thế họ đã tổ chức một buổi họp báo vào ngày 14/1 và xin lỗi một lần nữa.
Không chỉ riêng người hâm mộ, tất cả mọi người đều cảm thấy không công bằng cho nạn nhân. Sashihara Rino tuyên bố Yamaguchi không nên là người phải xin lỗi. Truyền thông quốc tế cũng bắt đầu đưa tin về vụ việc và bắt đầu xuất hiện hashtag Justice for Maho (Đòi công bằng cho Maho), đồng thời lên án quản lý NGT48 đã không xử lý theo cách mà họ phải làm. Quá bất ngờ trước phản ứng dữ dội từ dư luận, AKS phải lên tiếng xin lỗi và sa thải quản lý nhóm NGT48 Etsuro Imamura, đồng thời cho biết Hayakawa Maiko sẽ lên thay thế, tuy nhiên, lý do không phải là giáng chức Imamura, mà bởi vì một quản lý nữ có thể hiểu cảm giác của các thành viên nữ dễ dàng hơn nhiều.
Vào ngày 1/5/2019, AKS đã đệ đơn kiện những kẻ tấn công Yamaguchi với số tiền 30 triệu Yên và tuyên bố vụ bê bối đã làm gián đoạn sự kiện của họ và khiến họ thiệt hại 100 triệu Yên Vụ kiện đã được giải quyết vào ngày 9/4/2020, với việc 2 người đàn ông bị phạt với số tiền hàng triệu Yên và bị cấm tham gia các sự kiện trong tương lai liên quan đến AKB48 Groups. Luật sư của AKS Kazuhiro Endo cũng tuyên bố các thành viên NGT48 không phạm tội đồng lõa và Yamaguchi sẽ không nhận được bất kỳ khoản bồi thường nào do cô không còn là một phần của AKB48 Group.

## Nhà hát
Nhóm mở nhà hát NGT48 Theater đặt tại tầng 4 trung tâm mua sắm LoveLa2 ở thành phố Niigata từ ngày 10/1/2016 với sức chứa 295 khán giả, hiện bà Hayakawa Maiko đang là quản lý nhà hát. Theo thông lệ, thành viên sẽ tháo bỏ tấm chân dung ở hội trường nhà hát khi chính thức tốt nghiệp, giống các nhóm nhạc chị em khác của AKB48.

### Các buổi diễn tại nhà hát (Stage)
|      | Năm                                                           | Tên      | Thời gia n |
| 2019 | Yume wo Shinaseru Wake ni Ikenai (夢を死なせるわけにいかない) | 18/8-nay |            |

| Năm       | Tên                                    | Thời gian           |
| --------- | -------------------------------------- | ------------------- |
| 2016      | PARTY ga Hajimaru yo (PARTYが始まるよ) | 10/1-15/5           |
| 2016      | Pajama Drive (パジャマドライブ)        | 28/5-6/5/2017       |
| 2017-2018 | Hokori no Oka (誇りの丘)               | 2/7/2017-23/6/2018  |
| 2018-2019 | Hokori no Oka (誇りの丘)               | 30/6/2018-21/4/2019 |

| Năm  | Tên                   | Thời gian     |
| ---- | --------------------- | ------------- |
| 2018 | Saka Agari (逆上がり) | 1/7-21/4/2019 |

| Năm  | Tên                                                                                                 | Thời gian       |
| ---- | --------------------------------------------------------------------------------------------------- | --------------- |
| 2016 | Natsu no Nijikai PARTY (夏の二次会PARTY)                                                            | 8/9-6/10        |
| 2016 | Party ga Hajimaru yo・Galveston Dori (PARTYが始まるよ・ガルベストン通り)                            | 13/10-29/10     |
| 2016 | Party ga Hajimaru yo・Echigo Yuki Tsubaki (PARTYが始まるよ・えちご雪椿)                             | 12/11-24/6/2018 |
| 2018 | Party ga Hajimaru yo ~ Kenkyuusei no Ibuki wo Kanjite! ~ (PARTYが始まるよ〜研究生の息吹を感じて!〜) | 1/7-21/4/2019   |

## Thành viên

### Thành viên hiện tại

#### Thế hệ thứ nhất
| Tên                           | Ngày sinh         | Ghi chú                          |
| Satō Anju (佐藤杏樹)          | 5 tháng 11, 2001  |                                  |
| Seiji Reina (清司麗菜)        | 19 tháng 4, 2001  |                                  |
| Nishigata Marina (西潟茉莉奈) | 16 tháng 10, 1995 |                                  |
| Nishimura Nanako (西村菜那子) | 11 tháng 8, 1997  |                                  |
| Yamada Noe (山田野絵)         | 7 tháng 10, 1999  | Thông báo tốt nghiệp             |
| Oguma Tsugumi (小熊倫実)      | 15 tháng 12, 2002 |                                  |
| Kado Yuria (角ゆりあ)         | 22 tháng 5, 2000  | Đội trưởng, Thông báo tốt nghiệp |
| Kusakabe Aina (日下部愛菜)    | 6 tháng 2, 2002   | Thông báo tốt nghiệp             |
| Nakai Rika (中井りか)         | 23 tháng 8, 1997  |                                  |
| Nakamura Ayuka (中村歩加)     | 28 tháng 7, 1998  |                                  |
| Nara Miharu (奈良未遥)        | 20 tháng 3, 1998  |                                  |
| Homma Hinata (本間日陽)       | 10 tháng 11, 1999 |                                  |

#### Thế hệ Draft thứ 3
| Tên                          | Ngày sinh         | Ghi chú |
| Ando Chikana (安藤千伽奈)    | 13 tháng 1, 2001  |         |
| Satō Kairi (佐藤海里)        | 5 tháng 8, 2000   |         |
| Tsushima Yunako (對馬優菜子) | 20 tháng 8, 2001  |         |
| Fujisaki Miyu (藤崎未夢)     | 17 tháng 11, 2000 |         |

#### Thế hệ thứ 2
| Tên                         | Ngày sinh         | Ghi chú |
| Ogoe Haruka (小越春花)      | 26 tháng 6, 2004  |         |
| Sayaka Kawagoe (川越紗彩)   | 14 tháng 10, 2000 |         |
| Sogabe Yume (曽我部優芽)    | 16 tháng 3, 2002  |         |
| Terada Hina (寺田陽菜)      | 13 tháng 3, 2004  |         |
| Tominaga Yū (富永夢有)      | 16 tháng 7, 2002  |         |
| Furusawa Ai (古澤愛)        | 1 tháng 10, 2000  |         |
| Furutate Aoi (古舘葵)       | 10 tháng 8, 2004  |         |
| Mashimo Kaho (真下華穂)     | 8 tháng 11, 1999  |         |
| Mimura Hino (三村妃乃)      | 15 tháng 6, 2002  |         |
| Morohashi Hinata (諸橋姫向) | 4 tháng 1, 2003   |         |
| Ōtsuka Nanami (大塚七海)    | 7 tháng 11, 2000  |         |

### Cựu thành viên
| Tên                         | Ngày sinh         | Team            | Ghi chú                    |
| Mizusawa Ayaka (水澤彩佳)   | 5 tháng 11, 1994  | Kenkyūsei       | Tốt nghiệp ngày 31/3/2017  |
| Ōtaki Yuria (大滝友梨亜)    | 21 tháng 4, 1995  | Kenkyūsei       | Tốt nghiệp ngày 31/10/2017 |
| Kitahara Rie (北原里英)     | 24 tháng 6, 1991  | Team NIII       | Tốt nghiệp ngày 18/04/2018 |
| Miyajima Aya (宮島亜弥)     | 27 tháng 11, 1997 | Team NIII       | Tốt nghiệp ngày 7/8/2018   |
| Takahashi Mau (髙橋真生)    | 3 tháng 6, 2001   | Team NIII       | Tốt nghiệp ngày 6/10/2018  |
| Hagiri Runa (羽切瑠菜)      | 29 tháng 11, 1999 | Kenkyūsei       | Từ chức ngày 10/3/2019     |
| Kashiwagi Yuki (柏木由紀)   | 15 tháng 7, 1991  | Team NIII       | Rời nhóm ngày 21/4/2019    |
| Yamaguchi Maho (山口真帆)   | 17 tháng 9, 1995  | Thế hệ thứ nhất | Tốt nghiệp ngày 18/5/2019  |
| Sugahara Riko (菅原りこ)    | 23 tháng 11, 2000 | Thế hệ thứ nhất | Tốt nghiệp ngày 18/5/2019  |
| Hasegawa Rena (長谷川玲奈)  | 15 tháng 3, 2001  | Thế hệ thứ nhất | Tốt nghiệp ngày 18/5/2019  |
| Yamazaki Mirii (山崎美里衣) | 21 tháng 11, 2000 | Kenkyūsei       | Tốt nghiệp ngày 12/6/2019  |
| Takazawa Tomoka (高沢朋花)  | 1 tháng 6, 2003   | Kenkyūsei       | Tốt nghiệp ngày 30/6/2019  |
| Watanabe Ayusa (渡邉歩咲)   | 9 tháng 3, 2001   | Kenkyūsei       | Tốt nghiệp ngày 30/6/2019  |
| Takakura Moeka (高倉萌香)   | 23 tháng 4, 2001  | Thế hệ thứ nhất | Tốt nghiệp ngày 23/3/2020  |
| Tano Ayaka (太野彩香)       | 20 tháng 7, 1997  | Thế hệ thứ nhất | Tốt nghiệp ngày 31/10/2020 |
| Kato Minami (加藤美南)      | 15 tháng 1, 1999  | Thế hệ thứ nhất | Tốt nghiệp ngày 31/1/2021  |
| Murakumo Fūka (村雲颯香)    | 5 tháng 7, 1997   | Thế hệ thứ nhất | Tốt nghiệp ngày 8/1/2019   |
| Ogino Yuka (荻野由佳)       | 16 tháng 2, 1999  | Thế hệ thứ nhất | Thông báo tốt nghiệp       |
| Takahashi Nanami (高橋七実) | 7 tháng 7, 2001   | Kenkyūsei       | Tốt nghiệp ngày 31/3/2020  |
| Komiyama Sara (小見山沙空)  | 27 tháng 7, 2004  | Thế hệ thứ 2    | Tốt nghiệp ngày 31/12/2021 |

## Nhóm nhỏ

### Các nhóm nhỏ cho đĩa đơn
- Senbatsu (選抜)
- NGT48 Dance Senbatsu (NGT48ダンス選抜)
- SNS Senbatsu (SNS選抜)
- Real Gasukei Senbatsu (リアル学生選抜)
- Nakai Rika to Los Indios (中井りかとロス・インディオス)
- Furusato Team (ふるさとチーム)
- NGT48 Shodai Uta Senbatsu (NGT48初代うた選抜)
- Dou Tennen & Fushigichan All Stars (ど天然&不思議ちゃんオールスター)
- Sexy 6 (セクシー6)
- Niigata GENKI Senbatsu (新潟GENKI選抜)
- Niigata SHOWROOM Senbatsu (新潟SHOWROOM選抜)
- Niigata Friend Senbatsu (にいがったフレンド選抜)
- Chicchaimon Club (ちっちゃいもんくらぶ)

## Danh sách sự kiện

### Các cuộc tổng tuyển cử
Do là nhóm chị em thuộc AKB48 Group nên nhóm cũng tham gia các cuộc tổng tuyển cử cùng AKB48 cùng các sự kiện khác
- 2015: AKB48 41st Single Senbatsu Sousenkyo (AKB48 41stシングル選抜総選挙?) [65]
- 2016: AKB48 45th Single Senbatsu Sousenkyo 〜Bokutachi wa Dare ni Tsuiteikeba ii?〜 (AKB48 45thシングル 選抜総選挙～僕たちは誰について行けばいい？～?)[66]
- 2017: AKB48 49th Single Senbatsu Sousenkyo 〜Mazu wa Tatakaou! Hanashi wa Sorekara da〜 (49thシングル 選抜総選挙～まずは戦おう！話はそれからだ～)[67]
- 2018: AKB48 53rd Single Sekai Senbatsu Sousenkyo 〜Sekai no Center wa Dare da?〜 (AKB48 53rdシングル 世界選抜総選挙 〜世界のセンターは誰だ？〜)[68]

### Janken Taikai
- 2015: AKB48 2015 Janken Taikai (AKB48グループ ソロシングル争奪じゃんけん大会in横浜アリーナ〜 こんなところで、運なんか使っちゃうのかと思うかもしれないが、とりあえず、勝たなきゃしょうがないだろ?〜)[69]

## Danh sách đĩa nhạc

### Đĩa đơn
| Năm  | # | Tên                                                               | Vị trí | Vị trí  | Tiêu thụ (Oricon) | Tiêu thụ (Oricon) | Tiêu thụ theo Billboard Japan | Chứng nhận       |
| Năm  | # | Tên                                                               | Oricon | Hot 100 | Tuần đầu          | Tổng              | Tiêu thụ theo Billboard Japan | Chứng nhận       |
| ---- | - | ----------------------------------------------------------------- | ------ | ------- | ----------------- | ----------------- | ----------------------------- | ---------------- |
| 2017 | 1 | "Seishun Dokei" (青春時計)                                        | 1      | 1       | 160,271           | 208,247           | 277,180                       | - RIAJ: Platinum |
| 2017 | 2 | "Sekai wa Doko Made Aozora na no ka?" (世界はどこまで青空なのか?) | 2      | 2       | 148,442           | 201,800           | 266,946                       | - RIAJ: Platinum |
| 2018 | 3 | "Haru wa Doko kara Kuru no ka?" (春はどこから来るのか?)           | 1      | 1       | 109,012           | 165,917           | 189,405                       | - RIAJ: Gold     |
| 2018 | 4 | "Sekai no Hito e" (世界の人へ)                                    | 2      | 2       | 143,303           | 175.607           | 207,269                       | - RIAJ: Gold     |
| 2020 | 5 | "Sherbet Pink" (シャーベットピンク)                               | 2      | 5       | 80,011            | 132,985           | 104,643                       | - RIAJ: Gold     |
| 2021 | 6 | "Awesome"                                                         | 3      |         | 76,530            | 84,822            |                               |                  |
| 2021 | 7 | Ponkotsu na Kimi ga Suki da                                       |        |         |                   |                   |                               |                  |

### Các bài hát khác
| Năm  | Tên                                                 | Album               |
| ---- | --------------------------------------------------- | ------------------- |
| 2016 | "Max Toki 315gō" (Maxとき315号)                     | "Kimi wa Melody"    |
| 2016 | "Kimi wa Doko ni Iru?" (君はどこにいる?)            | "Tsubasa wa Iranai" |
| 2017 | "Midori to Mori no Undokōen" (みどりと森の運動公園) | "Shoot Sign"        |
| 2018 | "Tomodachi de Imashō" (友達でいましょう)            | "Jabaja"            |

## Danh sách phim & chương trình truyền hình

### Chương trình truyền hình
- HKT48 vs NGT48 Sashikita Gassen (NTV and Hulu Japan, 12/1 - 29/3/2016)[72]
- Higurashi When They Cry (SKY PerfecTV!, 20/5 - 24/6/2016)[73]
- Higurashi When They Cry Kai (SKY PerfecTV!, tháng 11/2016 – nay)[74]
- HKT48 vs. NGT48 Sashikita Gassen
- Lotti x NGT48 no Idol tte nanda?[75]

### Chương trình radio
- PORT DE NGT (Hủy)
- NGT48 no Minna Kamitaiou!! Radio Akushukai!!
- Rakuten Travel FM
- NGT48のえっさこいさRADIO

## Giải thưởng và thành tựu
| Năm  | Giải thưởng                | Hạng mục                      | Đề cử | Kết quả   |
| 2018 | 32nd Japan Gold Disc Award | New Artist Of The Year        | NGT48 | Đoạt giải |
| 2018 | 32nd Japan Gold Disc Award | Best 5 New Artists (Japanese) | NGT48 | Đoạt giải |

Nhóm lập 2 kỷ lục Guinness trong năm 2018
- Thời gian nhanh nhất để tạo ra 100 cơm nắm: Kỷ lục của nhóm là 4 phút 39 giây.[77]
- Có nhiều người tham gia bức tranh vẽ tay trong 1 giờ: Kỷ lục là 1231 người tại LoveLa2[78]